# Associate degree
Associate degree (afkorting: Ad) is een hbo-graad in Nederland, corresponderend met niveau 5 van het Europees Kwalificatieraamwerk. 
Om het aanbod te verbreden in het hoger beroepsonderwijs en het gat te dichten tussen het middelbaar beroepsonderwijs en het hoger onderwijs werd in september 2006 gestart met tweejarige opleidingen aan hogescholen. Het is vooral bedoeld voor mbo'ers (en praktisch ingestelde havisten) die na hun opleiding nog door willen studeren, maar die (nog) niet kiezen voor een 4-jarige hbo-bacheloropleiding (niveau 6 van het Europees Kwalificatieraamwerk). Afronding van de tweejarige opleiding wordt afgesloten met een (nieuwe) wettelijke graad, de Associate degree geheten. De opleidingen sluiten aan bij de behoefte uit het bedrijfsleven aan personeel met een opleidingsniveau dat ligt tussen mbo niveau 4 en een hbo-bachelor. De graad stamt oorspronkelijk uit de Angelsaksische landen waar het een undergraduate academische graad betreft, toegekend door community colleges, junior colleges, technical colleges of city colleges.
Sinds 1 september 2011 heeft de Associate degree, naast de master en de bachelor, een vaste plek in het hoger beroepsonderwijs. Op die datum is de wet Kwaliteit in Verscheidenheid aangenomen, die dit regelt. Diverse organisaties (studenten, werkgevers, werknemers, opleiders en kenniscentra) werken gezamenlijk aan de invoering van de Associate degree. Dit gebeurt op initiatief van het ministerie van OCW. Deze organisaties hebben zich op verzoek van het ministerie verenigd in het Landelijk Platform Associate degree.

## Ontstaan
Tussen 2005 en 2011 zijn er vier pilotrondes geweest om de toegevoegde waarde van de Associate degree te toetsen. Alle vier pilotrondes zijn getoetst door de NVAO, de organisatie die ook verantwoordelijk is voor toetsing van alle overige hoger onderwijs in Nederland.Toelichting van de NVAO (accreditatieorgaan) op toetsing van de Associate degree Na positieve resultaten heeft de Nederlandse regering in februari 2011 besloten de Associate degree definitief in te voeren als onderdeel van het hoger onderwijs. In januari 2018 verkreeg de Associate degree de eigenstandige positie in het hbo portfolio (beroepskwalificerend eindonderwijs) via de wet invoering Associate degree opleiding.(:https://wetten.overheid.nl/BWBR0040090/2018-01-01)

## Toelating
Om toegelaten te worden, dient men een havodiploma, vwo-diploma of mbo-4 afgerond te hebben. Ook is het mogelijk, indien men geen van deze diploma`s bezit, een 21+ toelatingstest te doen om toegelaten te worden. Desgewenst kan men met een Associate degree doorstuderen om vervolgens op hbo-niveau een bachelorgraad te halen.

## Vlaanderen
In Vlaanderen circuleerde de term hoger beroepsonderwijs (hbo) in een beleidsnota (2007) van de Vlaamse minister van Onderwijs. Om verwarring met het Nederlandse hbo te vermijden, noemt men het sedert begin 2009 HBO5. Het komt immers overeen met het Europese onderwijsniveau 5 (EQF5), waar het Nederlandse hbo overeenkomt met onderwijsniveau 6 (EQF6): bachelor. Sommige Nederlandse hbo's bieden een tweejarige opleiding aan vergelijkbaar met HBO5 en de titel associate degree. In Vlaanderen ontstonden vanuit de hbo5 opleidingen de tegenwoordige Graduaatsopleidingen, door de inkanteling van de HBO5 opleidingen in de Vlaamse hbo instellingen. 
Het HBO5 wordt gesitueerd als een kwalificatieniveau tussen het secundair en de Bachelor in en wordt ook een graduaatsopleiding genoemd, het vroegere Vlaamse B1-diploma. Een volledige opleiding duurt maximum 3 jaar, zoals bacheloropleidingen (vroeger: graduaat A1) onderwijsniveau 6 aan een hogeschool. De opleiding is meestal modulair opgebouwd. Men is dus niet verplicht zich in te schrijven in een volledig jaar, zoals in een hogeschool of universiteit. Hiervoor is ook geen leerkrediet van toepassing zoals in een Vlaamse bachelor-opleiding aan een hogeschool of universiteit.
Na het volgen van een graduaatsopleiding kan men nog een aanvullingstraject volgen voor een professionele bacheloropleiding aan een hogeschool en vervolgens een bijkomende bachelor-na-bachelor onderwijsniveau 6 behalen. Voor een master onderwijsniveau 7 aan een Vlaamse universiteit bestaat er echter geen aanvullingstraject om een HBO5-opleiding (graduaat) aan te vullen tot een academische bachelor onderwijsniveau 6 dat wordt aangeboden in Universitair onderwijs, men moet eerst een professionele bachelor onderwijsniveau 6 aan een hogeschool behaald hebben waarna men een schakeljaar kan volgen om hetzelfde niveau te bekomen als een academische bachelor. Een academische bachelor geeft geen kans op de arbeidsmarkt, men is dus verplicht nog een master te volgen. Na het afronden van een master kan men nog verder studeren voor een master-na-master onderwijsniveau 7 of voor een doctoraatsopleiding onderwijsniveau 8, beiden worden aangeboden door een universiteit. 
HBO5 kan georganiseerd worden door ofwel:
- een secundaire school
- een hogeschool
- een centrum voor volwassenenonderwijs (CVO)

De organisatie van het HBO5 werd verder decretaal uitgewerkt op 30 april 2009. Vanaf september 2007 startten alleen reeds sommige opleidingen van het volwassenenonderwijs onder die benaming. Vanaf 2008-2009 startten enkele pilootprojecten, zodat het HBO5 in Vlaanderen volop van start ging in 2009-2010.

## Onderwijsbeurs
In Nederland bestaan er diverse beurzen waar scholieren zich jaarlijks kunnen informeren over vervolgstudies aan het hoger beroepsonderwijs.
In Vlaanderen worden deze initiatieven gecoördineerd door het Vlaams Ministerie van Onderwijs en Vorming onder de naam SID-In.